# جيمس روجرز (لاعب كرة قدم أمريكية)
جيمس روجرز (بالإنجليزية: James Rogers)‏ هو لاعب كرة قدم أمريكية أمريكي، ولد في 27 مايو 1989 في ديترويت في الولايات المتحدة.